# Campeonato Europeo de Remo de 1901
El IX Campeonato Europeo de Remo se celebró en Zúrich (Suiza) en 1901 bajo la organización de la Federación Internacional de Sociedades de Remo (FISA).
En total se disputaron cinco pruebas diferentes, todas ellas en la categoría masculina.

## Resultados

### Masculino
| Evento                 | Oro | Plata                                                                                                 | Bronce |
| ---------------------- | --- | --- | --- |
| Scull individual M1X   | Hermann Barrelet Francia | Edmond Delaet · Bélgica                                                                               | Luigi Gerli Italia |
| Doble scull M2X        | Robert d'Heilly Octave Bouttemy Francia | Daniël Clarembaux · Henri Van Mol · Bélgica                                                           | Georges Rieder · Charles Nicollier · Suiza                                                                                              |
| Dos con timonel M2+    | Henri Delabarre Robert Gelée NC (t) Francia | Alsacia y Lorena                                                                                      | Paolo Diana Vittorio Narducci Clemente Sbisà (t) Italia                                                                                 |
| Cuatro con timonel M4+ | Paolo Diana Giuseppe Nacci Gaetano Caccavallo Vittorio Narducci Clemente Sbisà (t) Italia | Theodore Conrades · Maurice Vandenberghe · Robert Vandenkerkhoeve · Xavier Crombet · NC (t) · Bélgica | Louis Sigel Charles Mühlberger Charles Engel Gustav Kettner A. Knoch (t) Alsacia y Lorena                                               |
| Ocho con timonel M8+   | Marcel Van Crombrugge · Maurice Hemelsoet · Oscar De Cock · Polydore Veirman · Charles Boone · Oscar De Somville · Georges Demeester · Gaston Goetgeluck · Alfred Van Landeghem (t) · Bélgica | Francia                                                                                               | Cino Ceni Italo Ponis Renato Orlandini Fabio Orlandini Gino Montelatici Gastone Orlandini Giorgio Bensa Cesare Galardelli NC (t) Italia |

## Medallero
| Núm. | País             | Oro | Plata | Bronce | Total |
| ---- | ---------------- | --- | ----- | ------ | ----- |
| 1    | Francia          | 3   | 1     | 0      | 4     |
| 2    | Bélgica          | 1   | 3     | 0      | 4     |
| 3    | Italia           | 1   | 0     | 3      | 4     |
| 4    | Alsacia y Lorena | 0   | 1     | 1      | 2     |
| 5    | Suiza            | 0   | 0     | 1      | 1     |
|      | TOTAL            | 5   | 5     | 5      | 15    |